# Cremnops salomonis
Cremnops salomonis är en stekelart som först beskrevs av Charles Thomas Brues 1918.  Cremnops salomonis ingår i släktet Cremnops och familjen bracksteklar. Inga underarter finns listade i Catalogue of Life.